# 櫻井鴎村
櫻井 鴎村（さくらい おうそん、1872年7月31日（明治5年6月26日） - 1929年（昭和4年）2月27日）は、日本の翻訳家、児童文学者、教育者、実業家である。本名は彦一郎（ひこいちろう）。日本で新渡戸稲造の『武士道』を出版したことで知られる。津田梅子とともに女子英学塾（今の津田塾大学）を設立して幹事となる。北樺太石油（英: Northern Karafuto Oil Consession）の取締役を務める。日本陸軍軍人の櫻井忠温は弟である。

## 略歴
- 1872年（明治5年） - 愛媛県に生まれる。
- 1899年（明治32年） - アメリカに渡る。
- 1908年（明治41年） - 新渡戸稲造の“Bushido, the soul of Japan”を翻訳して『武士道』として出版。
- 1929年（昭和4年） - 脳溢血のため死去[2]。

## 著作

### 単著
- 『現代をんな気質』文武堂、1900年10月。
- 『蛮人境』丁未出版社、1909年4月。
- 『欧洲見物』丁未出版社、1909年12月。
- 『英詩評釈』丁未出版社、1914年。
- 『ナポレオン物語』丁未出版社、1914年。
- 『リンコーン物語』丁未出版社、1918年。
- 『世界の衣食住』丁未出版社、1918年。

### 共著・編著・共編著
- 桜井鴎村編 編『漂流少年』文武堂〈世界冒険譚 第6編〉、1901年1月。
- 桜井鴎村編 編『忘れかた美』若松賤子訳、博文館〔ほか〕、1903年4月。
- 曲亭馬琴 著、桜井鴎村校 編『弓張月　校訂略本』丁未出版社、1913年。
- 近松門左衛門 著、桜井鴎村編 編『近松世話物語』丁未出版社、1921年。

### 翻訳
- エム・リード『初航海　勇少年冒険譚』文武堂、1899年。
- 『遠征奇談』文武堂〈世界冒険譚 第2,4編〉、1900年。
- 『二勇少年』文武堂〈世界冒険譚 第3編〉、1900年10月。
- 『決志少年』文武堂〈世界冒険譚 第5編〉、1900年12月。
- 『殖民少年』文武堂〈世界冒険譚 第7編〉、1901年2月。
- 『航海少年』文武堂〈世界冒険譚 第8編〉、1901年4月。
- 『少看護婦』文武堂、1901年6月。
- 『朽木の舟』文武堂〈世界冒険譚 第10編〉、1901年9月。
- 『絶島奇譚』博文館〈世界冒険譚 第12編〉、1902年7月。
- 新渡戸稲造『武士道』丁未出版社、1908年3月。
- 『雄飛小説集』博文館〈博文館文庫 117〉、1940年。

### その他
- James Baldwin (1901). Famous stories. Bunbudo - adapted to Japanese students by H.Sakurai.
- James Creelman (1902). A war correspondent. Eigaku-Shimpo-sha - With minute notes by H.Sakurai.
- Hikoitiro Sakurai, ed (1903). Heroic ballads, with introductions and notes. The sudent's English classic series. Student Office
- M.Clarke (1903). H.Sakurai. ed. Story of Caesar.. Eigaku-Shimpo-Sha,
- Benjamin Franklin (1906). H.Sakurai. ed. Poor Richard's almanac and other papers; with notes. Student Co.,
- Hikoitiro Sakurai, ed (1907). Stories from great writers. Teibi Publishing Co.,
- Francois Pierre Guillaume Guizot (1911). General history of civilization - Abridged and adapted by H.Sakurai.
- 『明治文学全集 88 明治宗教文学集（二）』筑摩書房、1975年。ISBN 978-4-480-10388-8。 - 櫻井鴎村訳「武士道」収録。
- 『明治文学全集 95 明治少年文学集』筑摩書房、1970年。ISBN 978-4-480-10395-6。 - 櫻井鴎村篇「勇少年冒険譚・初航海」、桜井鴎村「幼年文学と漣山人」収録。
- 『少年小説大系』 第26巻、三一書房、1995年11月。ISBN 4-380-95549-4。 - 桜井鴎村訳「遠征奇談」収録。
- 川戸道昭・榊原貴教編 編『明治翻訳文学全集　新聞雑誌編5』大空社、1999年12月。ISBN 4-7568-0316-4。 - 桜井鴎村訳「臥豹武士」収録。
- 川戸道昭・榊原貴教編 編『明治翻訳文学全集　新聞雑誌編35』大空社、1999年12月。ISBN 4-7568-0316-4。 - 桜井鴎村訳「悲劇」・「メリー女皇」収録。
- 川戸道昭・榊原貴教編 編『明治翻訳文学全集　新聞雑誌編14』大空社、2000年10月。ISBN 4-7568-0318-0。 - 桜井鴎村訳「ポンペイの末日」・「盲少婦の最期」・「羅馬最後の保民官リエンジ」収録。